# Amelanchier laevis
Amelanchier laevis Wiegand è un arbusto spontaneo appartenente alla famiglia delle Rosacee, diffuso in Nord America.

## Descrizione
Fiorisce tra aprile e giugno, i fiori sono bianchi, i pomi commestibili. È deciduo.

## Usi
Viene coltivato come pianta ornamentale.